# Mont Royal
Mont Royal – wysokie na 233 m wzgórze w Montrealu i jednocześnie jego najwyżej położony punkt. Od lat siedemdziesiątych XX wieku obowiązuje w Montrealu zarządzenie ograniczające wysokość nowo powstających budowli do 233 m n.p.m., tak aby wzgórze pozostało rozpoznawalnym punktem w panoramie miasta.

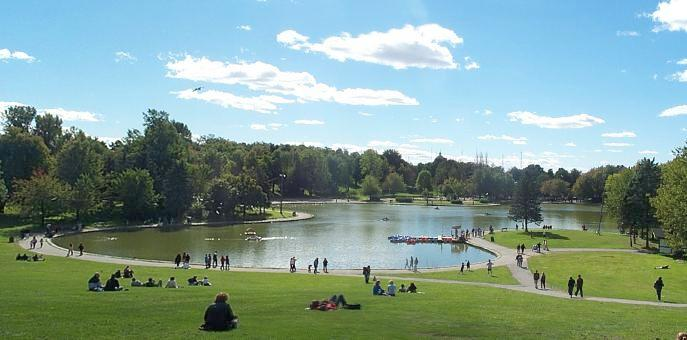
Jezioro Lac aux Castors

Szczyt Mont Royal jest najwyższym punktem wyspy Île de Montréal i stanowi część łańcucha dziewięciu wzgórz zwanego Collines Montérégiennes, którego nazwa pochodzi od łacińskiego Mons Regius ("Góra Królewska"; dokładnie to samo oznacza po francusku Mont Royal) i który leży między Górami Laurentyńskimi a Appalachami.
Wzgórze posiada trzy wierzchołki: Colline de la Croix (lub po prostu Mont Royal) o wysokości 233 m, Colline d'Outremont o wysokości 211 m i Colline de Westmount o wysokości 201 m.

## Historia
Pierwszym Europejczykiem, który widział wzgórze był Jacques Cartier. Został na nie zaprowadzony w 1535 przez Irokezów z wioski Hochelaga (na obszarze dzisiejszego Montrealu). Pełen zachwytu nad pięknym widokiem ze szczytu miał tam zawołać „Quel mont royal!“ („Cóż za królewska góra!“).
Nazwa miasta Montreal pochodzi od "Mont Réal", nazwy wzgórza w dziś już archaicznej formie. Ta nazwa była używana nieoficjalnie na określenie miasta, które jeszcze nazywało się wówczas Ville-Marie.

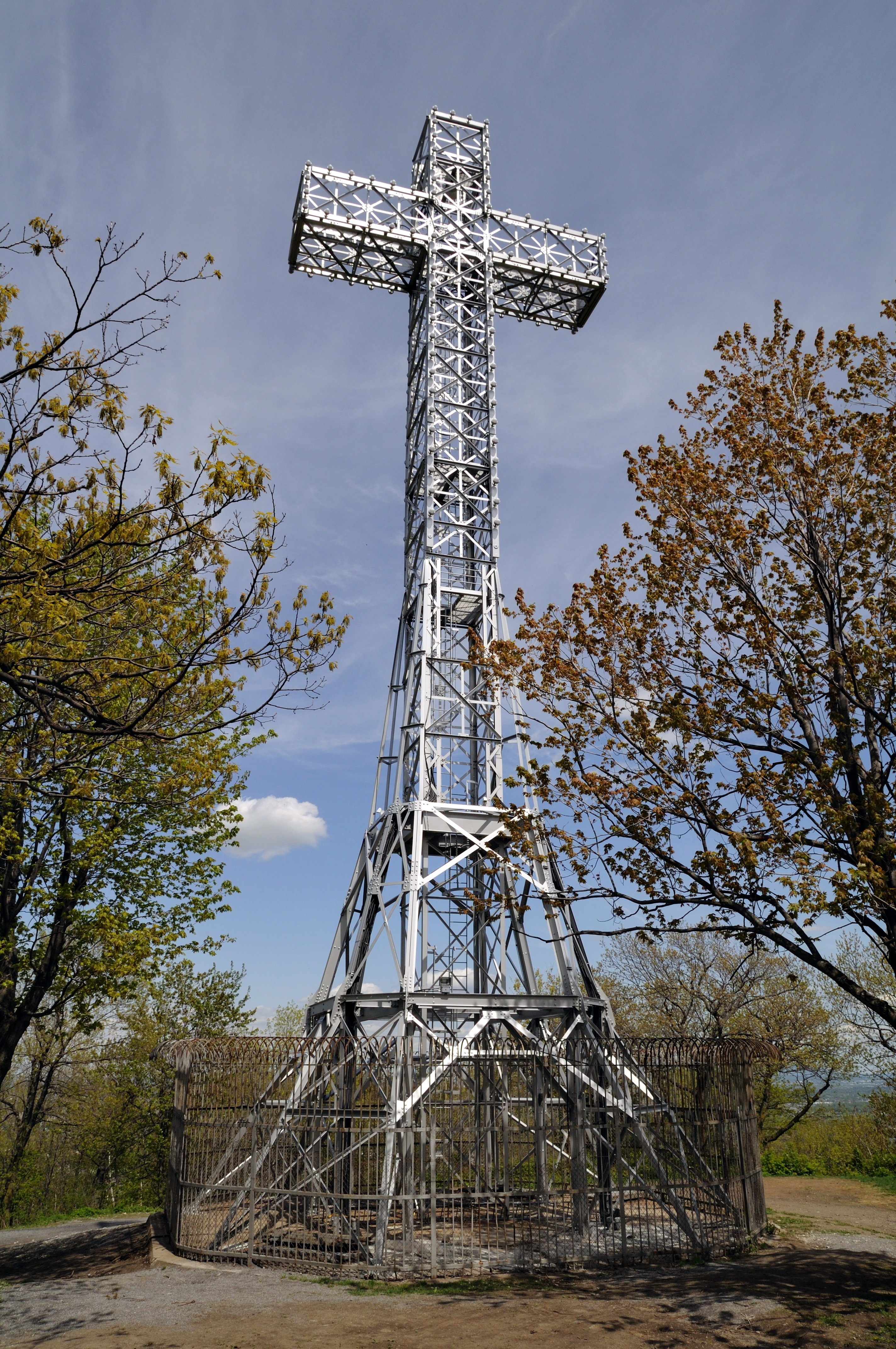
Krzyż na Mont Royal

Pierwszy drewniany krzyż został postawiony w 1642 przez Maissonneuve'a (założyciela Montrealu) po południowej stronie najwyższego szczytu. Dziś na wzgórzu stoi krzyż o wysokości 40 m z roku 1924, który w nocy jest oświetlony.

## Parc du Mont-Royal
Na obszarze wokół najwyższego wierzchołka rozciąga się Parc du Mont-Royal (Park Mont-Royal), jeden z największych terenów zielonych Montrealu. Jego twórcą był Frederick Law Olmsted, który był już znany jako twórca nowojorskiego Central Parku oraz Golden Gate Park w San Francisco. Parc du Mont-Royal został otwarty w 1876 roku.
Dwie platformy widokowe umożliwiają widok ze wzgórza na miasto. Obok wielu ścieżek i alejek oraz ponad 60 000 cedrów, świerków i klonów znajduje się malowniczo położone jezioro Lac aux Castors. Na niedaleko położonym cmentarzu zostało pochowanych tuzin montrealskich ofiar z katastrofy Titanica.